# Mulnik (stare koryto)
Mulnik – dwa fragmenty dawnego koryta cieśniny Świny, przy wyspie Uznam (zachodni fragment) oraz wyspie Karsibór (wschodni fragment).
Znajdują się w woj. zachodniopomorskim, w gminie miejskiej Świnoujście.

## Charakterystyka
Mulnik łączył Młyńską Toń i Karwi Bród między wyspą Uznam i ówczesną wyspą Mielin, meandrując przechodził do Świny. W latach 1875–1890 Mulnik został przegrodzony budową Kanału Piastowskiego, który także przeciął wyspę Uznam tworząc wyspę Karsibór oraz wyspę Mielin tworząc półwysep Mielinek.
Obecnie wschodnia część Mulnika stanowi zatokę przy półwyspie Mielinek i wyspie Karsibór, na której położone jest osiedle Karsibór. Zachodnia część Mulnika stanowi basen (zatokę) wyspy Uznam przy jej półwyspie Mielin, który jest połączony z Kanałem Mielińskim.
Nad wschodnim Mulnikiem znajduje się port rybacki Karsibór i prywatna przystań jachtowo-kajakowa.
Do 1945 stosowano niemiecką nazwę Heidefahrt. W 1949 ustalono urzędowo nazwę Mulnik.